# Coralliophila juliamoralesae
Coralliophila juliamoralesae is een slakkensoort uit de familie van de Muricidae. De wetenschappelijke naam van de soort is voor het eerst geldig gepubliceerd in 2002 door Smriglio, Mariottini & Engl.